# Йенчи, Адриан
Адриан Михай Йенчи (рум. Adrian Mihai Iencsi; род. 15 марта 1975, Пьятра-Нямц) — румынский футбольный защитник; тренер. Выступал за румынские клубы «Чахлэул», «Четатя», «Рапид», играл также за российский «Спартак», кипрский «Аполлон» и австрийский «Капфенберг». За национальную сборную Румынии провёл 30 матчей и забил 1 мяч.
В апреле 2009 года Адриан был временно назначен главным тренером бухарестского «Рапида» и возглавлял команду до приглашения Николае Мани.

## Достижения
- Чемпион Румынии (2003).
- Обладатель Кубка Румынии (1998, 2002).
- Серебряный призёр чемпионата России 2005